# Lachanodes
Lachanodes es un género de plantas herbáceas perteneciente a la familia de las asteráceas. Comprende 5 especies descritas.

## Taxonomía
El género fue descrito por Augustin Pyrame de Candolle y publicado en Archives de Botanique 2: 332. 1833. La especie tipo es: Lachanodes prenanthiflora Burch. ex DC.

## Especies
- Lachanodes arborea (Roxb.) B.Nord.
- Lachanodes cuneifolia DC.
- Lachanodes leucadendron DC.
- Lachanodes pladaroxylon Endl.
- Lachanodes prenanthiflora Burch. ex DC.